# Бакстер (Айова)
Бакстер (англ. Baxter) — місто (англ. city) в США, в окрузі Джеспер штату Айова. Населення — 962 особи (2020).

## Географія
Бакстер розташований за координатами 41°49′31″ пн. ш. 93°9′9″ зх. д. / 41.82528° пн. ш. 93.15250° зх. д. (41.825200, -93.152455).  За даними Бюро перепису населення США в 2010 році місто мало площу 1,69 км², уся площа — суходіл.

## Демографія
Згідно з переписом 2010 року, у місті мешкала 1101 особа в 427 домогосподарствах у складі 296 родин. Густота населення становила 650 осіб/км².  Було 446 помешкань (263/км²).
Расовий склад населення:
| - 97,7 % — білих - 0,5 % — корінних американців - 0,3 % — чорних або афроамериканців - 0,1 % — азіатів |

До двох чи більше рас належало 0,9 %. Частка іспаномовних становила 1,3 % від усіх жителів.
За віковим діапазоном населення розподілялося таким чином: 27,7 % — особи молодші 18 років, 56,1 % — особи у віці 18—64 років, 16,2 % — особи у віці 65 років та старші. Медіана віку мешканця становила 38,1 року. На 100 осіб жіночої статі у місті припадало 98,0 чоловіків;  на 100 жінок у віці від 18 років та старших — 96,5 чоловіків також старших 18 років.
Середній дохід на одне домашнє господарство  становив 67 386 доларів США (медіана — 53 500), а середній дохід на одну сім'ю — 71 719 доларів (медіана — 60 294). Медіана доходів становила 47 500 доларів для чоловіків та 34 400 доларів для жінок. За межею бідності перебувало 8,4 % осіб, у тому числі 4,7 % дітей у віці до 18 років та 14,9 % осіб у віці 65 років та старших.
Цивільне працевлаштоване населення становило 452 особи. Основні галузі зайнятості: освіта, охорона здоров'я та соціальна допомога — 30,5 %, транспорт — 10,4 %, виробництво — 9,5 %, роздрібна торгівля — 9,1 %.